# ダックァーセ!
『ダックァーセ!』は、日本の男性音楽グループ「きいやま商店」の4枚目のオリジナル・アルバム。2013年8月7日発売。発売元は、フライング・ハイ。

## 解説
前作のベスト・アルバムから約2ヶ月、オリジナルアルバムとしては約1年ぶりとなるアルバム。
2014年度 第6回CDショップ大賞 沖縄ブロック賞 受賞作品。
アルバムタイトルは、石垣島の言葉で「くっつける」という意味があり、最終目標として、世界を音楽を通して「くっつけていく」という意味が込められている。また、本作ではメンバーが個人で製作した楽曲が収録されている。
本作品では、イクマあきらをプロデューサとして迎えている。イクマの参加について、「このアルバムは4人で作ったという感覚です。僕らの中でサウンドのイメージはあったけどなかなか表現できなかったところを、イクマさんが形にして出してくれました。」と語っている。
元THE BOOMの宮沢和史が、ライナーノーツを寄稿している。ジャケットデザインは、キジムナ前津智宏。
タワーレコード限定の先着購入特典として『「ダックァーセ！」購入者特典DVD-R LIVEダイジェスト映像+メンバーコメント』と題されたDVD-Rが進呈された。

## 収録曲
全作詞作曲：きいやま商店、全編曲：イクマあきら（但し、別記されているのもを除く）
1. あがやファーナ [4:08]
作詞・作曲：きいやま商店/イクマあきら
ソカのリズムを取り入れた楽曲[8]。石垣島の言葉で『あがやー』は「あイタぁー！」、「あららー！」みたいな（日常で使う言葉）という意味、「ファーナ」は「子供」という意味で、タイトルは『どうしようもない子（悪ガキ）』という意味となる。
2. カチャーシ☆ブギ [2:23]
NHK『みんなのうた』、2013年8月～9月放送曲[9][10]。沖縄民謡の踊り カチャーシーと、ブギウギのリズムがミックスされた楽曲[8]。『みんなのうた』では、メンバー本人が出演した映像が使用された[5]。
3. ダックァーセ！feat. GIPPER [4:07]
作詞：きいやま商店/GIPPER
2013年 USEN HIT CHART(7月31日集計分) インディーズ ランキング1位、総合ランキング29位を獲得[11]、また2013年 年間USEN HIT CHART インディーズ ランキングにて3位を獲得[12]。テレビ神奈川の音楽番組『音楽缶＃』2013年8月度エンディングテーマ[13]。『ヒップホップ・ミュージシャン「GIPPER」がラップで参加している。
リョーサ曰く「恋愛の歌で、エロさを出した。」とのこと[14]。
4. がんば [4:59]
作詞：俵万智、作曲：きいやま商店/イクマあきら
JAL 沖縄－東京線就航60周年搭乗キャンペーンCM楽曲[15]。前アルバム「ドゥマンギテ」に続き、歌人の俵万智が作詞を担当した楽曲。この歌詞は、リョーサと俵万智が一緒に酒を飲んでいた時に、リョーサが彼女に振られた時のエピソードを話した際、俵より「その振られた事を、歌詞にしたらいい。」と言われた。その場でリョーサは承諾したが、その後一向に歌詞を書かなかった為、俵が「リョーサが歌詞を書かないので、自分が歌詞を勝手に書いた。」と、リョーサに歌詞をEメールにて送り、採用されたもの[16]。
5. 頼れる男 [4:37]
作詞・作曲：崎枝大樹
沖縄銀行 2013年～2014年 CM曲[17]。だいちゃんが以前所属していたバンド『Booing Sheyner』の在籍時（24歳、25歳の頃）に製作された曲[18]。
6. この街の空に [4:42]
作詞・作曲：崎枝将人
マストが在籍しているバンド『ノーズウォーターズ』が発表した曲のカバー。マストがアルバム発売当時の雑誌のインタビューで、「東京に出てきたばかりの時に、音楽をしていくかどうか、自分自身悩んでいた時に製作された曲であり、この曲を作っていた時の景色を思い出す」と答えていた[18]。マストが東京の中野に住んでいただいちゃんの家に居候していた時に、だいちゃんの家の屋上で、中野の空を見ながら製作したそうである。
7. まるまんでぃ [2:31]
石垣島の言葉で『まる』は「すごい」、『まんでぃ』は「たくさん」という意味で、タイトルは『ものすごくたくさん』という意味。
8. ハンジてた！ [3:49]
『ハンジる』は、石垣島の言葉で「はみ出している」という意味で、タイトルは『はみ出していた』という意味[8]。
9. みんなでさぁタイム [2:52]
編曲：廣山哲史（RYUKYUDISKO）/イクマあきら
NHK沖縄「HOT eye〜GO!GO!さぁたぁ〜」テーマソング[1][19]。
10. 幸せ近くにありました [3:43]
作詞・作曲：崎枝亮作
リョーサが製作した曲だが、他の二人と異なり、このアルバムが初出の新曲。この曲は、マストが自分の結婚式のスライドショーに使用する為の写真を探している時に、リョーサとマストと両親4人が笑って映っている写真を見つけ、それをリョーサに送った際に、リョーサがこの写真を見て「幸せそうだな。遠くの夢を追ってきたけど、幸せって近くにあったのではないか？」と感じ、製作した[16][18]。この写真は、映像作品「きいやま商店 LIVE TOUR 〜世界をダックァーセ!〜」のエンディング部分に使用されている。
11. おかえり南ぬ島（ボーナス・トラック） [4:49]
作詞：きいやま商店、作曲・編曲：BEGIN、歌：ビギやま商店
石垣島出身の先輩バンド「BEGIN」とコラボレートした、新石垣空港PRソング[20]。タイトルは、「おかえり、ぱいぬしま」と読む[1]。PRソングは、元々BEGINに依頼が来たものだが、BEGINより「きいやま商店にも、参加してもらおう」と声をかけられ、コラボレートが実現した。先にBEGINより送られた曲に、BEGINから「石垣に住んでいる人の目線で詞を書いて欲しい」との依頼を基に、メンバーが詞をつけた[5]。
12. ファーヒーのうた（ボーナス・トラック） [3:39]
沖縄ファミリーマート「ファミカフェ」CMソング[1]。CMにはメンバーも出演している[21]。